# ゆたぼん
ゆたぼん（2008年〈平成20年〉12月12日 - ）は、日本のYouTuber。大阪府出身。沖縄県宜野湾市在住。本名は中村 逞珂（なかむら ゆたか）。青年革命家を自称し、かつて自身のYouTubeチャンネルで「学校は行きたい時に行く」「不登校の自由」などを主張し動画配信を行っていたが、現在は「人生は勉強」とし高校に在籍している。父親は中村幸也。

## 来歴

### 生い立ち
2008年12月12日、心理カウンセラーを自称する父親の中村幸也と3度の流産を経験した母親との間に、5人兄弟姉妹の長男として、大阪府にて生まれる。1人の姉と3人の妹、1人の弟がいる。
小学2年生までは楽しく小学校に通っていたが、小学3年生になった2017年、一律で教育を受けさせられていることに疑問を感じるようになり、宿題をしていなかったことに起因するトラブルが担任教師との間で発生した。また、教師の言うことに従う同級生らがロボットに見え、このまま学校に通い続ければ、「自分もロボットになってしまうかもしれない」と思うようになった。
そして、上記の一件が引き金となり、小学校に通わないことを決意し、登校拒否（不登校）となった。その時から、「不登校は不幸じゃない」「俺が自由な世界を創る」「人生は冒険や」などといったメッセージを発信するYouTuberとして活動を始めるようになった。
登校拒否になってからおよそ1年が経った2018年、一家の長女である姉を除いた家族そろって、大阪府枚方市から沖縄県宜野湾市に移住。そして、2019年5月に、ゆたぼんの活動が琉球新報の5日付の記事に取り上げられたことをきっかけに、YouTubeチャンネルの登録者数が激増した他、複数の大手メディアで取り上げられた。なお、この記事は父親による売り込みだったと後に発覚している。（節「評価」も参照）
将来の目標は子供だけが乗れるピースボートで世界中に友達を作り戦争をなくすことで、夏休み明けの頃には、子供を集めたライブを開催する計画を立てている。また、インターネットラジオ「ゆめのたね放送局」の最年少パーソナリティに就任し、2021年2月27日まで毎週土曜午後8時から30分番組「自由への扉」を放送していた。
2019年6月6日に公開した動画では、久しぶりに学校に登校し給食を食べて授業を受けて下校したと公表した。同動画内でゆたぼんは「学校に行きたければ行けばいいし、行きたくない子は行かなくていい」「子供は学校に行く権利はあるけど義務はない」と語った。
2021年3月24日に公開した動画では、通っていた小学校を卒業したものの、髪を染めていることから卒業式への参加ができず、校長室にて1人で卒業式を行ったと公表した。また、翌日に公開した動画の冒頭では、その際に授与された卒業証書を破く様子が映された。

### 中学時代
2021年4月7日に公開した動画では、中学校には通わないことに加え、制服指導に対する疑問や制服購入費用は他のものに充てるのが良いとの考えから、制服は購入していないと公表した。
2021年12月16日、メルパルクホール大阪で開催された亀田興毅主催のボクシング興行「3150FIGHT vol.1」でボクシングデビュー。1分2ラウンド、ヘッドギア着用のルールで、1歳年下の三輪皇瑛（3150ファイトクラブ）とエキシビションで対戦した。
2022年6月30日より、全国の不登校の児童を支援するという名目のもと、スタディ号と名付けた軽トラックに乗り、日本一周をするという企画を開始した。この企画は、「現地の不登校児童生徒やその親に実際に出会って学んでいきながら元気と勇気を届ける」といったものであるとしていたが、実際は不登校児童を支援する内容の動画は1つしかなく、投稿された多くの動画が現地の観光であったり、女子高校生と交流するといった内容、現地の高級料理などを堪能する内容であったりと、当初の目的と大きく乖離したものとなったため、批判が相次いだ。（節「日本一周の騒動について」も参照）このことに対してゆたぼんは、後にYouTuberであるコレコレの生配信で、「不登校児童生徒には実際に35人出会ったが、画像や動画に載せるとアンチに特定されてしまうということでどうしても載せることが出来なかった」と釈明していた。また資金面でも、途中でクラウドファンディングで募った487万円の資金を使い果たし、自身のYouTubeで「まじで大赤字でお金がなくて、（中略）このままやと日本一周も厳しくて、（中略）皆さんに投げ銭をして欲しいです」と視聴者に追加資金の提供を呼びかけたため、批判を受けた。翌日にあった100万円を提供するとの連絡が振り込め詐欺であったことが判明するなど嫌がらせもあったが、10月31日に実際に100万円を支援する企業経営者が現れ、資金難は解決し、翌11月13日に日本一周を達成した。
2023年3月2日、公式ツイッターで、突如「学校へ行って人生は勉強や！」などの今までの主張とは正反対のツイートが行われた。それに対し多くのフォロワーからは、「ゆたぼんがまともになった」「真面目になった」「礼儀正しくなった」など反響を呼んだ。しかし翌3日、ゆたぼんの別アカウントでは「これらのツイートがアカウント乗っ取りによるもので、1週間前からTwitterにログインできなくなっていた」という内容が投稿された。同年3月31日、別アカウントおよび父幸也のアカウントが同時に削除された。なお、元の公式アカウントは残っており、ツイートが続いている。その一方で、YouTubeの一部ユーザーからは、フォロワー数を増やすことを目的として、4月1日のエイプリルフールに向けて、実は乗っ取り事件は自作自演でしたというドッキリの布石ではないかという見方が出ている。
同年4月23日にアカウントを取り戻したが、取り戻す前のフォロワーは6万人超えに対し、取り戻した後の5月7日は3万8500人へと下落している。
2023年9月6日に公式X（旧ツイッター）にて、中学校に初登校したことを報告。その後YouTube上で不登校ではなくなったと報告する動画をアップした。のちのインタビューでは「登校したら楽しかった」「日常が普通に楽しい」と回答している。
2023年12月12日に15歳の誕生日を迎えたことに伴い「少年革命家」を引退し、今後は「青年革命家」として活動することを公式XやYouTubeにて報告。ただし、YouTubeチャンネルのバナーは「少年革命家」のままになっていた。
　

### 高校受験・進学
2024年1月21日、YouTube上で公立高校受験を発表。日の丸のはちまきを頭に巻き現在は集中モードであると発表している。「人生は冒険や」という口癖も「人生は勉強や」に変わっている。同年3月3日、受験勉強のためにYouTubeや各SNSの活動を休止することを発表した。3月8日に高校受験が終了したため各SNSを再開することを発表。翌日には中学校の卒業式に出席し、中学校を卒業したことを発表した。なお、高校受験不合格であった事を、復活から1週間後である3月14日にYouTube上で発表した。その後、同年8月の高等学校卒業程度認定試験（高認）に挑戦することを表明した。更に同年4月26日、日本航空高等学校通信制課程メタバース工学科（同年4月開設）に入学し高校生になったことをYouTube上で報告した。
2024年7月6日、YouTube上で「青年革命家」を終了し、今後は「冒険家」として活動していくことを報告。YouTubeチャンネルのバナーも新しいものに変更された。同月26日、高認受験勉強のためにYouTubeの活動を休止すると発表。更に同月28日、各SNSの活動についても休止することを発表した。同年8月1日、Xを更新しSNSの活動を再開、高認を受験したことを報告。翌2日、高認2日目の受験を終了したことを報告した。
2024年11月3日、YouTube上で弟が誕生したことを報告。6人兄弟姉妹となる。
2025年3月1日、YouTube上で4月からフィリピン、カナダへ留学することを報告。
2025年4月13日に高卒認定試験を合格したことを公表した。

## 人物

### ライフスタイル
父親の影響を受け、有料の親子講演会を開催するなど、自由な生き方を模索している。「不登校の自由」を主張しており小学校在籍時は「小学校は行きたい時に行く」というスタイルを貫いていた。2022年に竹之内教博のYouTube動画にて、週の半分は小学校に登校していたことを認めた。

### ボクシング
3歳頃に極真空手を習っていた。その後は格闘技から離れていたが、亀田史郎に誘われたことをきっかけにボクシングを始め、週に6日間平仲ボクシングスクールジムに通うなど半年間のボクシングトレーニングを経て2021年12月16日に亀田興毅主催のボクシング興行にてボクシングデビューを果たした。将来の夢である麦わらの一味を作るために日々研鑽を積んでおり、つい最近にデービーバックファイトによりDJ社長を手に入れたという噂もある程の実力者である。

## 評価

### 児童虐待の可能性
ゆたぼんの活動が全国に認知され始めた当初から、「ゆたぼんは本当は学校に行きたいが、親により不登校を掲げて活動させられているのでは？」「親の金儲けの道具にされているのでは？」といった父親である中村幸也に対する批判もある。心理学者であり家庭問題カウンセラーでもある山脇由貴子は、もし前述の批判が事実だとすれば、児童虐待に該当し、児童相談所が介入・保護する対象になる可能性があるとした。
ゆたぼんの居住地を管轄する児童相談所のコザ児童相談所は、「ゆたぼんさんに関してはYouTubeを開始された直後から多数の相談が寄せられており、その都度、（中略）市の教育委員会や在籍する学校と情報を共有し、対応を検討させていただいています」としている。

### 記事の売り込みと新聞社の責任
2019年、ゆたぼんが有名となる直接の要因となった琉球新報の記事は、父親による売り込みの記事であることが発覚した。記事においてゆたぼんが主張する担任教師とのトラブルについては、記事を作成した琉球新報側はトラブルの有無を学校に取材して確認をしておらず、実際にトラブルがあったのかどうかは明らかになっていない。本人の言い分のみで記事を作成したことについて、琉球新報の報道責任も問題視されている。
なお、この件について追及したのは、元迷惑系YouTuberのへずまりゅうである。彼は元々ゆたぼんの活動を非難するアンチで、その一環として琉球新報への取材を行っていた。しかし、へずまは後日沖縄を訪れ、自身が行ってきたアンチ行為を直接ゆたぼん、及び父幸也に謝罪し、以後は友好関係にある。

### 日本一周の騒動について
ゆたぼんは日本一周中、前述の通り当初の目的とは乖離した行動が問題視された。中でも未成年（および無免許）であるにもかかわらず、支援者のバイクに試乗した際にバイクが暴走するトラブルがあった。他にも別の支援者から勧められたホテルの高級アイスにブランデーが掛かっていることを知らされず、それを飲んでしまうトラブルも起こった。未成年飲酒に近い行為をした事はさることながら、幼少のころに大病で腎臓の機能が弱っていることが過去に父幸也のブログで公表されているにもかかわらず、それを止めなかった支援者および父親の行動に非難が寄せられた。バイク騒動の支援者は謝罪せず動画投稿直後にTwitter等のアカウントを削除したが、ブランデー入りアイスの飲食を進めた支援者は動画削除後にYouTubeの本人アカウントで謝罪動画を投稿し、事の経緯を警察に話した事を打ち明けた（なお、その動画は現在削除されている）。一方ゆたぼん本人に至ってはブランデー入りアイスを飲食した動画が削除された件について、その後投稿した動画で全てアンチのせいだと一蹴し、それ以来意見を述べていない。
ライブドアニュースは2022年10月、前述の企画途中の資金難による投げ銭の要求について、チャンネル開設直後にあたる2018年に投稿した動画には552万回再生や340万回再生を記録した動画があるのに対し、ゆたぼん自身の自由な言動や父親である中村幸也の「ゆたぼんアンチ」に対する暴言などが物議を醸し、その影響からか再生回数は減少を続け、最近では10万回を切ることも珍しくないと指摘し、「人気YouTuberとして返り咲く為には抜本的な改革が必要かもしれない」と評した。また、杉山奈津子は2022年10月、「果たして今現在のゆたぼんが、全国の不登校の子に勇気や希望を与えられる存在になっているかというのは、疑問に感じるところです」とし、活動方針の是正を求めた。

### 著名人の意見
NHK党党首の立花孝志は日本一周の一連の騒動について、「プロジェクトを支援してお金を出した人に文句を言う権利がある」「能力がある人は時に頭がおかしい人にも見える」「彼は天才すぎる」とコメントしている。
メンタリストのDaiGoは自身のTwitterで、「ゆたぼんさんのすごいところは、登録者がそこまで多くないにもかかわらず、登録者が多いYouTuber並みに定期的にニュースになること」とツイートし、ゆたぼんの広告戦略の巧みさを指摘し、賞賛した。
脳科学者の茂木健一郎はゆたぼんが新聞記事に取り上げられ、世間の注目を浴びた直後に彼と対談を行っている。現在でも直接的な交流はないが、ゆたぼんの誕生日会にビデオメッセージを送った他、自身のYouTubeチャンネルにて彼を擁護する発言を続けている。
一方、以前からゆたぼん（および彼の父親）が尊敬していた堀江貴文はゆたぼんを酷評しており、2022年11月3日に茂木をゲストに招いて対談を行った際、茂木からゆたぼんについて話題を振られ「若いだけで注目されてるやつって価値ないと思ってて、あいつ多分若いだけで注目されてるやつじゃないですか」と発言した。堀江は不登校については「（堀江が学校に通っていた）当時はスマホもネットもなかったから学校行くしかなかった」と持論を展開して理解を示していたため、世間からゆたぼん擁護派と捉えられていたと日刊ゲンダイは報じている。
キングコングの西野亮廣は、「僕はゆたぼん好きっすよ。かわいいじゃないですか、ゆたぼん？僕はファンなんですよ」とファンであることを公言している。これに対して前述の堀江は「そうなの？なんかいい人ぶってるな、俺がなんか悪いやつみたいじゃねーかよ！」と反応している。

## 戦績

### ボクシングエキシビション
| 戦 | 日付           | 勝敗 | 時間 | 内容 | 対戦相手       | 国籍 | 備考                         |
| -- | -------------- | ---- | ---- | ---- | -------------- | ---- | ---------------------------- |
| 4  | 2023年1月21日  | 敗北 | 2R   | 判定 | 名倉誠士郎     | 日本 | 「HEARTS」、1ラウンド1分30秒 |
| 3  | 2022年8月6日   | 勝利 | 2R   | 判定 | 孔志           | 日本 | 「訳あり」                   |
| 2  | 2022年5月7日   | -    | 2R   | -    | レオナ・ペタス | 日本 | 「HATASHIAI」                |
| 1  | 2021年12月16日 | -    | 2R   | -    | 三輪皇瑛       | 日本 | 「3150FIGHT vol.1」          |